# Hahaintesu
Hahaintesu, pleme brazilskih Indijanaca iz grupe Južnih Nambikwara, porodica Nhambicuaran, naseljeno danas zajedno sa srodnim plemenima Mamaindê, Negarotê, Waikisu i Wasusu na rezervatu Vale do Guaporé u brazilskoj državi Mato Grosso, gdje ih 1989 svih zajedno ima 341.